# Thailands Davis Cup-lag
Thailands Davis Cup-lag styrs av thailändska tennisförbundet och representerar Thailand i tennisturneringen Davis Cup, tidigare International Lawn Tennis Challenge. Thailand debuterade i sammanhanget 1958 och har aldrig spelat i elitdivisionen, men däremot kvalat dit.